# Hogan Ephraim

Hogan Ephraim, né le 31 mars 1988 à Islington, est un footballeur anglais qui évolue au poste de milieu de terrain.

## Palmarès
- Queens Park Rangers
  - Champion d'Angleterre de D2 en 2011.